# Angela Andreoli
Angela Andreoli (Brescia, 6 giugno 2006) è una ginnasta italiana, vice-campionessa olimpica nella finale a squadre di Parigi 2024 e due volte campionessa europea con la squadra.
I suoi attrezzi di punta sono il corpo libero, in cui ha vinto due bronzi ai Campionati Europei, e la trave, dove è stata la prima ginnasta italiana ad eseguire lo tsukahara in uscita.

## Carriera junior

### 2019
Nel 2019 ha partecipato al Trofeo Città di Jesolo nella squadra "Italia young".

### 2020
Individualmente, ha vinto due medaglie di bronzo ai Campionati assoluti di Napoli 2020, al volteggio e al corpo libero, ed ha concluso al sesto posto la finale all around.

### 2021
Partecipa con la Brixia alla prima e terza tappa di Serie A, oltre che alla Final Six, contribuendo alla vittoria dello scudetto.
A giugno partecipa alla FIT Challenge nelle Fiandre, dove vince l'oro con la squadra junior, due argenti (volteggio e corpo libero) e due bronzi (all around e trave).
Il 10 luglio partecipa ai Campionati italiani assoluti a Napoli ottenendo il quinto posto nell'all around e si qualifica per 3 finali su 4: trave, con il miglior punteggio, corpo libero e volteggio, grazie ai due salti. Il giorno dopo affronta le finali e vince il bronzo a volteggio e l'oro a corpo libero.

## Carriera senior

### 2022: oro e bronzo agli Europei
Al Deutscher Pokal 2022, la sua prima gara internazionale da senior, Andreoli si aggiudica la prima vittoria in campo internazionale, ottenendo 13.666 al corpo libero, davanti all'americana Konnor McClain e all’australiana Emily Whitehead. Nel mese di aprile, viene convocata per il Trofeo Città di Jesolo e conquista il secondo posto nella gara a squadre, qualificandosi anche per la finale al volteggio, dove si ferma alla quarta posizione con 13.450 nel primo salto e 12.650 nel secondo. A giugno viene convocata per i Giochi del Mediterraneo, dove contribuisce alla medaglia d'oro della squadra e vince il bronzo nella finale al volteggio.
Ad agosto partecipa agli Europei di Monaco. In qualifica, l'11 agosto, gareggia a volteggio, trave e corpo libero, riuscendo a qualificarsi in quest'ultima finale di specialità. Due giorni più tardi vince la medaglia d'oro nella finale a squadre. Il 14 agosto partecipa alla finale a corpo libero dove ottiene 13.866, punteggio che le permette di vincere la medaglia di bronzo.
Il 12 ottobre avrebbe dovuto partecipare ai Campionati italiani assoluti, tuttavia viene tenuta a riposo a causa di un dolore al piede.

### 2023
L'11 febbraio partecipa alla prima tappa di Serie A; gareggia a volteggio, trave e corpo libero contribuendo alla vittoria della Brixia. A marzo partecipa alla seconda tappa di serie A, contribuendo alla vittoria della squadra.
Il 1 aprile partecipa al Trofeo Città di Jesolo, gareggiando su tutti gli attrezzi. Contribuisce alla vittoria della squadra italiana e conquista la medaglia di bronzo nell'all-around. Si qualifica inoltre per la finale al corpo libero, dove non riesce a finire sul podio. Viene scelta per far parte della squadra italiana agli Europei di Antalya. Nella giornata di qualificazioni, conquista la medaglia d'argento insieme alla squadra.
Agli Assoluti, svolti all'inizio di settembre a Padova, vince la medaglia d'argento alla trave.
Nel mese di ottobre, viene convocata insieme ad Alice D'Amato, Arianna Belardelli, Manila Esposito, Elisa Iorio e Veronica Mandriota ai Mondiali di Anversa, dove aiuta la squadra a qualificarsi per le Olimpiadi di Parigi 2024. Durante la finale a squadre contribuisce al quinto posto della squadra italiana.

### 2024
Il 7 febbraio torna in gara durante la prima tappa di serie A. Il 23 febbraio prende parte alla seconda tappa. 
Il 20 e 21 aprile prende parte al Trofeo Città di Jesolo, durante il quale vince l'oro con la squadra italiana. Fra il 2 e il 5 maggio prende parte ai Campionati Europei di Rimini, insieme a Manila Esposito, Elisa Iorio, Alice D'Amato e Asia D'Amato. Nella giornata di qualificazioni, valida anche come finale all-around, sale su tutti e quattro gli attrezzi, dopo l'infortunio di Asia D'Amato: nonostante il suo all around non fosse previsto, termina la gara in terza posizione ma, a causa della regola dei passaporti, non ottiene il bronzo. Contribuisce alla qualifica della squadra italiana per la finale e accede alla finale al corpo libero. Il 4 maggio vince il bronzo al corpo libero, mentre il 5 corona la competizione vincendo la finale a squadre con le compagne. 
Il 25 e 26 maggio prende parte alla Final Six, ultima tappa di serie A, con la Brixia, terminando la gara al secondo posto.
Il 5 e 7 luglio si svolgono i Campionati italiani assoluti, che oltre a decretare le migliori ginnaste italiane sono anche un banco di prova per le Olimpiadi, che si sarebbero svolte tre settimane dopo. Andreoli vince l'oro al corpo libero e termina la gara all-around in quinta posizione. Il 7 luglio viene inclusa nella squadra olimpica di ginnastica artistica.
Il 30 luglio 2024, durante le Olimpiadi di Parigi, vince la medaglia d'argento nella prova a squadre femminile, insieme ad Alice D'Amato, Manila Esposito, Elisa Iorio e Giorgia Villa; nell'occasione, l'Italia vince la sua prima medaglia nella disciplina dal 1928.